# Heraldo Pereira
Heraldo Pereira de Carvalho, más conocido como Heraldo Pereira (Ribeirão Preto, 1 de septiembre de 1961), es un abogado y periodista brasileño.

## Biografía
Aún adolescente, trabajó en el periódico interno de una compañía telefónica de la alcaldía y en la Rádio Clube de Ribeirão Preto. A los dieciocho años, consiguió un estagio como reportero en la recién inaugurada TV Ribeirão (actual EPTV Ribeirão), afiliada de TV Globo.
En 1981, Pereira fue transferido para TV Campinas y empezó a estudiar periodismo en la Pontificia Universidad Católica de Campinas, donde se graduó. En 1985, fue para la redacción de la filial de TV Globo en São Paulo. Después de un período como reportero de los noticieros locales, pasó a hacer reportajes para Jornal Nacional. En 1987, se transfirió para la filial de la emisora en Brasilia. Desde entonces, acompaña el día a día de la política brasileña.

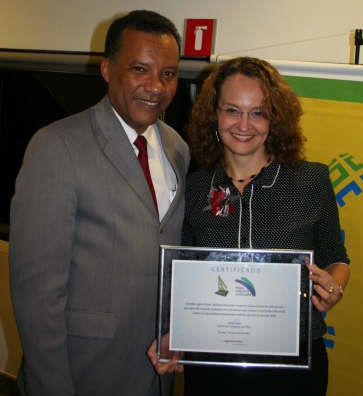
Heraldo Pereira entregando el Premio Congresso em Foco de Mejor Diputada Federal a Luciana Genro.

El periodista participó de coberturas importantes como la promulgación de la Constituyente de 1988, las elecciones presidenciales de 1989 y la decretación del Plan Collor. En septiembre de 1991, Pereira hizo un reportaje en Sudáfrica sobre los acuerdos entre el gobierno local y los grupos negros para acabar con el apartheid en el país. El reportaje fue exhibido en el programa Fantástico. En este período, el reportero también acompañó una visita del presidente Fernando Collor de Mello a países como Namibia y Angola. Luego después, cubrió el proceso de destitución de Collor y acompañó diversas elecciones, como las de 1994, 1998, 2002 y 2006. Fue el mediador de algunos debates entre los candidatos a gobernador de estados brasileños, como Acre y Paraíba.
En medios de los años 90, fue para SBT, donde fue reportero en Brasilia.
En 2001, de regreso a Globo, Pereira debutó como presentador en la bancada de los noticieros DFTV y Bom Dia DF. En el año siguiente, se volvió el primer periodista negro a presentar permanentemente Jornal Nacional. Desde entonces, presenta el noticiero ocasionalmente. En esta época, también conducía un bloque con el noticiero político en Bom Dia Brasil y en Jornal das Dez en GloboNews. En 2007, pasó a ser comentarista político de Jornal da Globo.
El 22 de diciembre de 2017, fue oficializado como presentador titular de Jornal das Dez, en GloboNews.
El 2 de julio de 2021, Heraldo dejó la bancada de Jornal das Dez de GloboNews, siendo sustituído por Aline Midlej. Tres días después, Pereira regresó a Bom Dia Brasil, y desde entonces, presenta el noticiero en los estudios de Brasilia, sustituyendo a Giuliana Morrone.

## Premios
- Prêmio Camélia da Liberdade (2008)[3]
- Troféu Raça Negra (2011)[4]

## Vida personal
Está casado desde 1988 con la también periodista Cecília Maia.